# Protestas estudiantiles en Reino Unido de 2023
Las protestas estudiantiles del Reino Unido de 2023 fueron una serie de protestas y manifestaciones que ocurrieron en las escuelas secundarias del Reino Unido en febrero y marzo de 2023. Las protestas se llevaron a cabo en oposición a algunas reglas escolares, especialmente en lo que respecta al uso de baños escolares durante las horas de clase y normas relativas a los uniformes escolares. Los videos de las protestas circularon ampliamente en TikTok, y la plataforma también se utilizó para organizar y difundir las protestas.

## Trasfondo

### Normas sobre el uso del baño
Antes de las protestas, muchas escuelas habían implementado reglas que restringían a los estudiantes el uso de los baños escolares durante las horas de clase. La Academia Penrice en St Austell, Cornualles, también había implementado un «esquema de tarjeta roja», que permitía a las alumnas usar los baños escolares durante los períodos menstruales. Los padres criticaron duramente esta política y la acusaron de ser «controladora y arcaica», mientras que Cullompton Community College en Devon había quitado las puertas de los bloques de baños en un intento por reducir el comportamiento antisocial. Discovery Academy en Stoke-on-Trent había instalado puertas de metal en los baños que estaban cerradas durante las horas de clase.

### Uniformes escolares
Otras reglas que provocaron la ira de los estudiantes se referían a las políticas de uniformes escolares, parcialmente reglas sobre el largo de la falda para las estudiantes. En Rainford High School en Merseyside, miembros masculinos del personal revisaron el largo de la falda de las alumnas, lo que provocó la ira de los estudiantes y los padres.

## Protestas
Se llevaron a cabo protestas en todo el Reino Unido, y los videos de las protestas se compartieron ampliamente en TikTok. La plataforma, junto con otras plataformas de redes sociales como Snapchat, también se utilizaron para organizar las protestas. En la Escuela Homewood en Tenterden, Kent, el 27 de febrero, se llamó a la policía para ayudar a controlar las protestas. Otra protesta el mismo día en la Academia Neale-Wade, Fenland, provocó que se arrojaran contenedores y orina. En la Academia Penrice, durante una protesta el 24 de febrero, los estudiantes destrozaron los postes de la portería y volcaron las mesas, y un estudiante resultó herido después de intentar escalar una cerca. La policía antidisturbios asistió a la Escuela Richmond en North Yorkshire con informes que indicaban que los maestros fueron empujados y se prendió fuego a un árbol. Un informe de The Mirror afirmó que los estudiantes lanzaron extintores de incendios, patearon puertas y rompieron ventanas.

## Respuestas
Los directores condenaron las protestas y dijeron a los padres que no alentaran a sus hijos a protestar.
El parlamentario conservador y exmaestro Jonathan Gullis culpó de las protestas a la huelga de maestros.